# Sajómagyarós község
Sajómagyarós község (románul: Comuna Șieu-Măgheruș) község Beszterce-Naszód megyében, Romániában. Központja Sajómagyarós, beosztott falvai Kentelke, Királynémeti, Pogyerej, Sajómagyarósi völgy, Szeretfalva, Árokalja.

## Népessége
A 2011-es népszámlálás adatai alapján a község népessége 3756 fő volt.